# Sacred Blood Divine Lies
Sacred Blood Divine Lies è il diciottesimo album in studio del gruppo rock britannico Magnum, pubblicato nel 2014. La copertina è disegnata da Rodney Matthews.
L'album è entrato nelle classifiche del Regno Unito al numero 31, la posizione più alta dai tempi di Sleepwalking del 1992.  Rispetto al precedente album Escape from the Shadow Garden, l'album è tornato leggermente indietro nelle classifiche europee, classificandosi 20 in Germania 23 in Svezia,  e 26 in Svizzera.  L'album divenne anche il primo disco della Magnum a entrare nelle classifiche austriache, raggiungendo il numero 57.

## Tracce
1. Sacred Blood Divine Lies – 6:41
2. Crazy Old Mothers – 5:48
3. Gypsy Queen – 4:29
4. Princess in Rags – 5:45
5. Your Dreams Won't Die – 5:25
6. Afraid of the Night – 4:32
7. A Forgotten Conversation – 5:01
8. Quiet Rhapsody – 5:40
9. Twelve Men Wise and Just – 6:18
10. Don't Cry Baby – 5:06

## Formazione
- Tony Clarkin - chitarra
- Bob Catley - voce
- Al Barrow - basso
- Mark Stanway - tastiere
- Harry James - batteria